# Украина-Русь
«Украина-Русь» (укр. Україна-Русь), иногда «Русь-Украина» (укр. Русь-Україна), — термин, использовавшийся в социогуманитаристных науках конца XIX — первых десятилетий XX века для обозначения территории проживания украинского народа. Термин подчёркивает связь современной украинской нации с временами казачества и Киевской Руси. Был популяризован историком Михаилом Грушевским в его работе «История Украины-Руси» и современной украинистикой рассматривается как устаревший. 

## Происхождение

### Предпосылки
Государства или топонимического названия края, использующего двойное название «Украина-Русь», не существовало, и как определение таковых в мировой историографии как Средних веков, так и Нового времени не использовался. Однако в то же время возникшее в средине XVII века государство Войска Запорожского использовало и называлось другими, одновременно несколькими названиями, среди которых были Украина и Русь. Иногда оба названия использовались одновременно. Так в феврале 1657 года шведский посол Веллинг Готтар сообщал, что Хмельницкий готов пойти на союз со шведами только в случае, если Швеция гарантирует ему «территорию всей старинной Украины или Роксолании» (швед. das Jus totius Ucrainae antiqvae vel Roxolania). Подобный случай в своей работе приводил и Грушевский на примере с меморандумом познанского воеводы Яна Лещинского от 2 июля 1658 г., где тот уточнял: «имя народа — Украина, или Русь» (лат. gentis nomine Ukraina sive Rus).

### Введение и развитие
Первым, у кого встречается данный термин, был поляк-украинофил Паулин Свенцицкий, употреблявший его в своём львовском польскоязычном журнале «Село» (пол. Sioło) в 1866 году в контексте распространения псевдонаучных идеологем поляка Франциска Духинского, согласно которым Россия не имеет отношения к культуре и наследию Руси. Из-за отсутствия стабильного финансирования журнал вскоре прекратил существование.
В более широкое обращение термин был введён историком Михаилом Грушевским, вынесшим его в заглавие своего фундаментального труда «История Украины-Руси», ставшего апогеем национализации украинской истории. Целью данного термина было подчеркнуть преемственность распространяемого приверженцами украинства нового этнотопонима Украина от традиционного названия Русь. Как свидетельствовал Александр Барвинский, выбор такой словесной конструкции Грушевскому порекомендовал его учитель Владимир Антонович по конъюнктурным соображениям текущего политического момента, в связи с тем, что в среде галицких русин, которым адресовались его работы, в обиходе были термины «Русь» и «русский», а понятие «Украина» популярностью не пользовалось. Для утверждения идеи слияния Восточной Галиции с Малороссией (Поднепровской Украиной) в единую «соборную Украину» два названия были объединены в одно — «Украина-Русь» и активно популяризировались А. Г. Барвинским и М. С. Грушевским. При создании нарратива украинской истории, для конкурентоспособности с историями других народов, значительное внимание было уделено её продолжительности (удревнению), что, по мнению Грушевского и его последователей, должно было способствовать и признанию самостоятельной (отдельно от российской и даже старше) украинской истории за рубежом.
Несмотря на наличие серьёзной критики и обвинения в тенденциозности, фундаментальный труд Грушевского значительно повлиял на появившиеся в начале 1920-х годов первые синтетические обзоры украинской историографии и стал популярен прежде всего в украинской историографии.

### Современность
После обретения независимости термин «Украина-Русь» популяризировался на Украине с новой силой, поскольку в интересах строительства нации стало доминировать учение об обособленности украинской истории, ставшее новой ортодоксией. Термин «Украина-Русь» широко используется в современных украинских историографии и образовании. Наряду с термином «Киевская Русь-Украина» его продвигал президент Виктор Ющенко, по инициативе которого был учреждён праздник День крещения Киевской Руси — Украины. Академик Пётр Толочко назвал оформление этого праздника на Украине попыткой вбросить в прошлое современную национально-государственную номенклатуру для обособления и сужения географии событий, имеющих принципиальное и объединяющее значение для всего восточнославянского мира.

### Комментарии
1. ↑  После 1654 года преимущественно но не исключительно всё время автономия в составе Русского царства, а после Всероссийской империи.
2. ↑  Популярное в XVII-XVIII вв. в латиноязычных и других западных источниках название Руси[3].
3. ↑  О распространении работ Грушевского на территории Российской империи на тот момент речи не шло, поскольку этому препятствовала царская цензура, потому охват доступной читательской аудитории ограничивался восточными территориями в составе Австро-Венгрии, на которых проживали русины
4. ↑  Радикальные сторонники «украинского первенства» тщательно стараются избегать использование терминов «Русь», «Русская земля», «русский», применяя именно — «Украина-Русь»[11].